# Державна дума Російської Федерації
Державна дума Російської Федерації (рос. Государственная дума Федерального Собрания Российской Федерации) — вищий законодавчий орган країни, нижня палата парламенту — Федеральних зборів РФ (відповідно до статті 95 Конституції Росії). Статус Державної думи визначений в розділі 5 Конституції РФ, з 2011 року термін повноважень Державної Думи становить 5 років.

## Опис
Вперше Державна дума обиралася разом в день референдуму за Конституцією 12 грудня 1993 строком на 2 роки. Стаття 96 Конституцій РФ визначає, що порядок виборів депутатів встановлюється федеральним законом.
Наступні вибори в Державну думу проводилися в 1995, 1999, 2003, 2007, 2011 і 2016, 2021 року.
З 2007 депутати обираються лише за партійними списками. Прохідний бар'єр становить 7 %. До 2005 бар'єр становив 5 %, а половина складу Думи обиралася по мажоритарних одномандатних округах, а половина — за партійними списками.
Роботу думи очолює Голова (спікер) думи і його заступники, при цьому кожна фракція або депутатська група може висунути заступника Голови. У складі нижньої палати є Рада Держдуми. Робота депутатів здійснюється в рамках комітетів, підкомітетів, комісій, експертних рад, фракцій і депутатських груп Держдуми.
Дума РФ відкрила своє особисте парламентське телебачення «Дума ТВ», також парламент має офіційні акаунти у соціальних мережах. У квітні 2018 року була запущена нова версія сайту Держдуми з оновленим дизайном.
У 2016 у Державну Думу РФ були обрані також депутати, що представляють окупований Крим і Севастополь: Бахарєв Костянтин Михайлович, Поклонська Наталія Володимирівна, Бальбек Руслан Ісмаїлович, Шеремет Михайло Сергійович, Савченко Світлана Борисівна, Козенко Андрій Дмитрович, Білик Дмитро Анатолійович.

## Історія
Слово «дума», істориками, в першу чергу російськими, вживається для позначення різних дорадчих та представницьких органів з часів Давньої Русі. Також вчені виділяють князівську думу, як раду бояр та наближених людей до князя. Однак сам термін в документах того часу не вживається.
Термін «боярська дума» виник у Московському царстві у XV—XVI ст. і позначав постійно діючий дорадчий орган при московському великому князі (з 1547 — при царі). В 1711 скасована, а її замінив Сенат.
У Російської імперії представницькі органи міського самоврядування називалися міська дума. Орган під назвою Державна дума вперше виник в 1905 році як Всеросійський законотворчий, а потім законодавчий орган. Державна дума Російської імперії проіснувала до 1917 року.
У СРСР і Радянської Росії функції вищого законодавчого органу було покладено відповідно на Верховна Рада СРСР (1937—1991) і Верховна Рада РРФСР (1938—1993), а з 1989 року — також на З'їзд народних депутатів СРСР, З'їзд народних депутатів Росії.
Указ президента Бориса Єльцина № 1400 «Про поетапну конституційну реформу в Російській Федерації» став відправною точкою подій вересня — жовтня 1993, передбачав розпуск З'їзду і Верховної Ради і проведення виборів Державної думи як нижньої палати нового парламенту — Федеральних зборів. Вибори депутатів Державної Думи були призначені 12 грудня 1993 року.
В результаті подальших подій перші вибори Державної думи першого скликання пройшли 12 грудня 1993, одночасно з референдумом, на якому була прийнята нова Конституція Росії. Конституція закріпила статус Державної думи як однієї з палат Федеральних зборів.
Державна дума РФ працює в Москві в будівлі за адресою: вул. Охотний Ряд, будинок 1, яке раніше належало Раді праці і оборони СРСР, Раді Міністрів СРСР, Держплану СРСР.

### Зарплата і пільги депутатів
На відміну від депутатів Державної Думи РФ, народні депутати РРФСР і СРСР, відповідно до Закону про статус народних депутатів, не мали депутатської заробітної плати, на з'їзди народних депутатів і сесії Верховних Рад збиралися кілька разів на рік, по завершенні яких депутати поверталися в регіони за місцем своєї основної роботи.
30 вересня 2013 року Президентом РФ було підписано «Указ про підвищення зарплат окремим категоріям державних службовців» в яку увійшли депутати Державної думи, загальна щомісячна заробітна плата яких склала 250 000 рублів.
На 2014 рік на утримання Державної Думи з державного бюджету було виділено 8000000000 рублів — на півмільярда більше, ніж у попередньому. Більша частина цих грошей, 5800000000 рублів, буде спрямована на зарплати депутатів та їх апаратів.
В 2015 року зарплата депутата склала від 350 000—400 000 рублів щомісячно, залежно від займаної в комітеті посади.
Згідно з указом президента РФ від 16 березня 2015 безкоштовно або з 50-відсотковою знижкою ліки отримає цілий ряд державних службовців, серед них депутати і співробітники апарату Держдуми, а також члени їх сімей. Пенсійне забезпечення у депутатів становить:
- при стажі від п'яти до 10 років — 46 626 руб. грошової винагороди депутата Державної думи;
- при стажі понад 10 років — 63 581 руб. грошової винагороди депутата Державної думи.

Зарплата і пільги депутатів регулюються федеральними законами, а саме: ФЗ РФ «Про статус члена Ради Федерації і статусі депутата Державної думи Федеральних зборів Російської Федерації», ФЗ-79 «Про державну цивільну службу Російської Федерації», і регламентом Державної Думи.
На 2016 рік місячна зарплата депутатів Державної думи становить 380 тисяч рублів, плюс щоквартальні премії. Якщо депутат не з Москви, то йому належить квартира (її розміри залежать від кількості членів сім'ї депутата). Якщо у депутата немає транспортного засобу, то йому покладено автомобіль (або Ford Mondeo, або Audi).
Крім того, у Держдуми є 12 автомобілів з номерами серії АМР і спецсигналами, надані транспортний комбінат Росія. Право їздити зі спецсигналами мають голова Держдуми та його заступники, а також керівники фракцій.

### Порядок формування
Конституція 1993 року встановлювала такі вимоги до формування Державної думи: вона складається з 450 депутатів. Стаття 95 Конституції Російської Федерації і обирається строком на 4 роки. Стаття 96 Конституції Російської Федерації. При цьому згідно з перехідними положеннями Конституції, Державна дума першого скликання обиралася на 2 роки. Наприкінці 2008 року до Конституції була внесена поправка, згідно з якою термін повноважень Думи був продовжений до 5 років.
Порядок проведення виборів депутатів визначаються федеральними законами «Про вибори депутатів Державної думи Федеральних зборів Російської Федерації», «Про основні гарантії виборчих прав і права на участь у референдумі громадян Російської Федерації» і низкою інших федеральних законів. Закони встановлюють принцип обрання депутатів громадянами Російської Федерації на основі загального рівного і прямого виборчого права при таємному голосуванні. Участь громадянина Російської Федерації у виборах є вільною і добровільною.
Закон про вибори депутатів Державної думи неодноразово змінювався. Нині чинний закон є п'ятим за рахунком. Кожна нова редакція закону в тій чи іншій мірі змінювала застосовувану на виборах виборчу систему. Зокрема, змінювалася роль політичних партій; порядок висування кандидатів; співвідношення кількості депутатів, що обираються за мажоритарною (по округах) і пропорційною (за списками) системі; прохідний бар'єр в пропорційній системі.
Депутатом Державної Думи може бути обраний громадянин Російської Федерації, який досяг 21 року і має право брати участь у виборах, постійно проживає в Російській Федерації, не має громадянства іноземної держави або виду на проживання чи іншого документа, що підтверджує право на постійне проживання громадянина Російської Федерації на території іноземної держави. Депутатам Державної Думи в порядку, встановленому федеральним законом, забороняється відкривати і мати рахунки (вклади), зберігати готівкові грошові кошти і цінності в іноземних банках, розташованих за межами території Російської Федерації.

## Повноваження Держдуми
Конституція Російської Федерації (стаття 103) визначає такі повноваження Держдуми і дає право виносити постанови щодо них: а). затвердження за поданням Президента Російської Федерації кандидатури Голови Уряду Російської Федерації;
а.1). затвердження за поданням Голови Уряду Російської Федерації кандидатур заступників Голови Уряду Російської Федерації і федеральних міністрів, за винятком федеральних міністрів, зазначених у пункті д.1 статті 83 Конституції Російської Федерації;
б) вирішення питання про довіру Уряду Російської Федерації;
в) заслуховування щорічних звітів Уряду Російської Федерації про результати його діяльності, в тому числі з питань, поставлених Державною Думою;
г) призначення на посаду та звільнення з посади голови Центрального банку Російської Федерації;
г.1) заслуховування щорічних звітів Центрального банку Російської Федерації;
д) призначення на посаду і звільнення з посади заступника Голови Рахункової палати і половини від загального числа аудиторів Рахункової палати за поданням Президента Російської Федерації;
е) призначення на посаду і звільнення з посади Уповноваженого з прав людини, чинного відповідно до Федерального конституційного закону.
Уповноваженим з прав людини може бути громадянин Російської Федерації, постійно проживає в Російській Федерації, який не має громадянства іноземної держави або виду на проживання або іншого документа, що підтверджує право на постійне проживання громадянина Російської Федерації на території іноземної держави. Уповноваженому з прав людини в порядку, встановленому федеральним законом, забороняється відкривати і мати рахунки (вклади), зберігати готівкові грошові кошти і цінності в іноземних банках, розташованих за межами території Російської Федерації;
ж) оголошення амністії;
з) висунення звинувачення проти Президента Російської Федерації з метою відмови його від посади або проти Президента Російської Федерації, що припинив виконання своїх повноважень, з метою позбавлення його недоторканності.
и) Рада Федерації і Державна Дума має право здійснювати парламентський контроль, в тому числі направляти парламентські запити керівникам державних органів і органів місцевого самоврядування з питань, що входять до компетенції цих органів і посадових осіб. Порядок здійснення парламентського контролю визначається федеральними законами і регламентами палат Федеральних Зборів.
Державна дума приймає федеральні закони більшістю голосів від загального числа депутатів, якщо інше не передбачено Конституцією Російської Федерації.

### Виборчий поріг
- I—IV скликання — 5 %
- V скликання — 7 %
- VI скликання — 7 %, плюс по 2 депутатських мандати для списків, що набрали від 6 до 7 %, і по 1 мандату для списків, що набрали від 5 до 6 %
- VII скликання — 5 %.

### Комітети Державної Думи по скликаннях
Держдума утворює комітети і комісії. Комітети є основними органами палати, які беруть участь у законотворчому процесі. Формуються, як правило, за принципом пропорційного представництва депутатських об'єднань. Голови комітетів, перші заступники та заступники обираються більшістю голосів від загального числа депутатів за поданням депутатських об'єднань.
До повноважень комітетів належать:
- внесення пропозиції щодо формування зразкової програми законопроєктної роботи Державної Думи на поточну сесію та календаря розгляду питань Державною Думою на черговий місяць;
- здійснення попереднього розгляду законопроєктів та їх підготовка до розгляду Державної думою;
- підготовка проєктів постанов Державної думи;
- підготовка висновків щодо законопроєктів і проєктів постанов, які надійшли на розгляд Державної Думи;
- підготовка відповідно до рішення Палати запитів до Конституційного Суду Російської Федерації;
- згідно з рішенням Ради Державної думи, дорученням Голови Державної думи підготовка проєктів постанов Державної думи про направлення представників Державної думи в Конституційний суд Російської Федерації;
- організація проведених Державною Думою парламентських слухань;
- висновки та пропозиції щодо відповідних розділів проєкту федерального бюджету;
- аналіз практики застосування законодавства.

### Комісія
Держдума утворює комісії у випадках і порядку, встановлених законодавством. Комісії утворюються на термін, що не перевищує терміну повноважень Думи даного скликання.
- Комісія ДД з питань депутатської етики — голова Отарі Аршба Іонович[18]. Розформована 13 вересня 2018 року.[19]
- Комісія ДД з контролю за достовірністю відомостей про доходи, про майно і зобов'язання майнового характеру, що подаються депутатами ДД — голова Наталія Поклонська[20] Комісія розформована 13 вересня 2018 року рішенням Комітету Держдуми з регламентом.[21]
- Комісія з питань контролю за достовірністю відомостей про доходи, майно та зобов'язання майнового характеру, що подаються депутатами Державної Думи, мандатним питанням і питанням депутатської етики. 20 вересня 2018 року на пленарному засіданні Держдуми було ухвалено рішення про об'єднання двох комісій, розформованих 13 вересня в одну. Нову комісію очолив депутат Аршба Отарі Іонович, який до 13 Вересня очолював Комісію з питань депутатської етики.[22] Наталія Поклонська до складу нової структури не увійшла.[23]
- Комісія з правового забезпечення розвитку організацій оборонно-промислового комплексу Російської Федерації — голова Гутен Володимир Володимирович.
- Комісія ДД з розгляду витрат федерального бюджету, спрямованих на забезпечення національної оборони, національної безпеки та правоохоронної діяльності — співголова Макаров Андрій Михайлович[24]
- Лічильна комісія ДД — голова Гільмутдинов Ільдар Ірекович[25]

### Відвідування пленарних засідань
З 2002 року в електронних ЗМІ регулярно з'являлися повідомлення, що свідчать про систематичний характер прогулювання депутатами пленарних засідань Держдуми.
25 жовтня 2005 року повідомлялося: кількість хронічних прогульників перевищує половину всього депутатського корпусу. З 450 депутатів більше 225 регулярно не приходять на роботу, а на звичайному засіданні присутні не більше 50 парламентаріїв.

### ЗМІ
Також у парламентському телебаченні «Дума ТВ» на Ютуб висвітлюється діяльність Держдуми, це і засідання, коментарі депутатів, парламентські слухання, регіональні тижні. Підсумки роботи парламенту підводять щотижня щонеділі на телеканалі Росія 24, в програмі «Парламентська година».

### Голови Державної Думи
Голова Державної думи здійснює взаємодію з іншими гілками влади — виконавчої і судової. Голова, перший заступник голови та заступники голови обираються таємним голосуванням на засіданні палати. Кандидатів на посади заступників голови можуть висувати депутатські об'єднання і депутати.
- Рибкін Іван Петрович (обраний 14 січня 1994 р. — Постанова ДД ФЗ РФ від 14.01.1994 N 8-1 ДД «Про обрання Голови Державної Думи Федеральних Зборів Російської Федерації»), фракція Аграрної партії Росії (АПР)
- Селезньов Геннадій Миколайович (обраний 17 січня 1996 р. — Постанова ДД ФЗ РФ від 17.01.1996 N 7-II ДД «Про обрання Голови Державної Думи Федеральних Зборів Російської Федерації»), фракція КПРФ
- Селезньов Геннадій Миколайович (обраний 18 січня 2000 р. — Постанова ДД ФЗ РФ від 18.01.2000 N 6-III ДД «Про обрання Голови Державної Думи Федеральних Зборів Російської Федерації»), фракція КПРФ, з 4 червня 2002 р. — незалежний депутат
- Гризлов Борис В'ячеславович (обраний 29 грудня 2003 р. — Постанова ДД ФЗ РФ від 29.12.2003 N 5-IV ДД «Про обрання Голови Державної Думи Федеральних Зборів Російської Федерації»), фракція «Єдина Росія»
- Гризлов Борис В'ячеславович (обраний 24 грудня 2007 р. — Постанова ДД ФЗ РФ від 24.12.2007 N 3-5 ДД «Про обрання Голови Державної Думи Федеральних Зборів Російської Федерації»), фракція «Єдина Росія»
- Наришкін Сергій Євгенович (обраний 21 грудня 2011 р. — Постанова ДД ФЗ РФ від 21.12.2011 N 4-6 ДД «Про обрання Голови Державної Думи Федеральних Зборів Російської Федерації»), фракція «Єдина Росія»
- Володін В'ячеслав Вікторович (обраний 5 жовтня 2016 р. — Постанова ДД ФЗ РФ від 05.10.2016 N 6-7 ДД «Про обрання Голови Державної Думи Федеральних Зборів Російської Федерації»), фракція «Єдина Росія».

### Знаки депутата
Депутату Державної думи видається комплект з двох нагрудних знаків депутата Державної думи з гвинтовим і шпилькових кріпленнями. Номери нагрудних знаків відповідають номеру посвідчення депутата. Знаки депутата Державної думи залишаються в особи, що виконував повноваження депутата, для пам'ятного зберігання. У разі смерті депутата Державної думи нагрудні знаки депутата залишаються у членів його сім'ї для пам'ятного зберігання.

## Критика
Держдума часто критикується. Під критику підпадають, як сама дума, так і деякі її вчинки. Думу звинувачують у підконтрольності президенту Росії Путіну. Так 10 березня 2020 року дума ухвалила рішення обнулити президентські терміни, щоб чинний президент Росії знову міг бути обраним президентом, не порушуючи Конституцію Росії (там записано, що президент може обиратися лише максимум на два терміни підряд, Путін станом на 2020 рік вже другий раз підряд обраний президентом).